# Tom Hautekiet
Tom Hautekiet (Antwerpen, 17 januari 1970 – 30 april 2020) was een Vlaams grafisch ontwerper en illustrator. Met zijn studio KIET ontwierp hij visuele identiteiten, affiches voor exposities en festivals, verpakkingen, boeken en grafische voorstellingen voor televisie.
Hij werkte onder meer voor Rock Werchter, het MAS (Museum aan de Stroom) en  de VRT (Vlaamse Radio en Televisieomroeporganisatie). Hij ontving in 2008 de Plantin-Moretusprijs voor de illustraties van het kinderboek Het ongelooflijke verhaal van Marie (Joris Vanden Brande, 2007).

## Biografie
Tom Hautekiet werd geboren in Antwerpen op 17 januari 1970. Na zijn middelbare school volgde hij de studie Productontwikkeling aan de Hogeschool Antwerpen. Hier kreeg hij les van onder meer Camiel Van Breedam. Nadat hij deze studie afrondde, begon hij aan een tweede opleiding Grafische Vormgeving op Sint Lucas Antwerpen.
In 1997 startte hij als zelfstandig grafisch ontwerper. In 1999 creëerde hij voor de eerste maal de visuele identiteit voor Rock Werchter. Dat bleef hij sindsdien jaarlijks doen.
Daarnaast voerde hij ontwerpopdrachten uit voor de VRT (Sporza en Radio 1), het televisieproductiehuis De Mensen (Mag ik u kussen?), het kunstencentrum Villanella en de presentator en muzikant Bart Peeters.

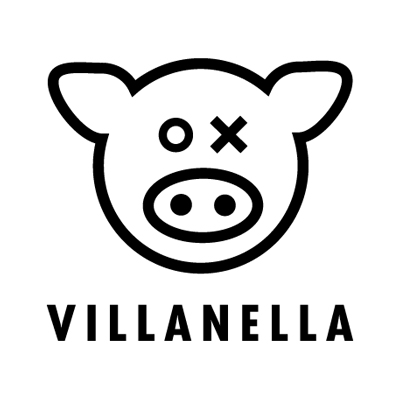
Logo voor kunstencentrum Villanella

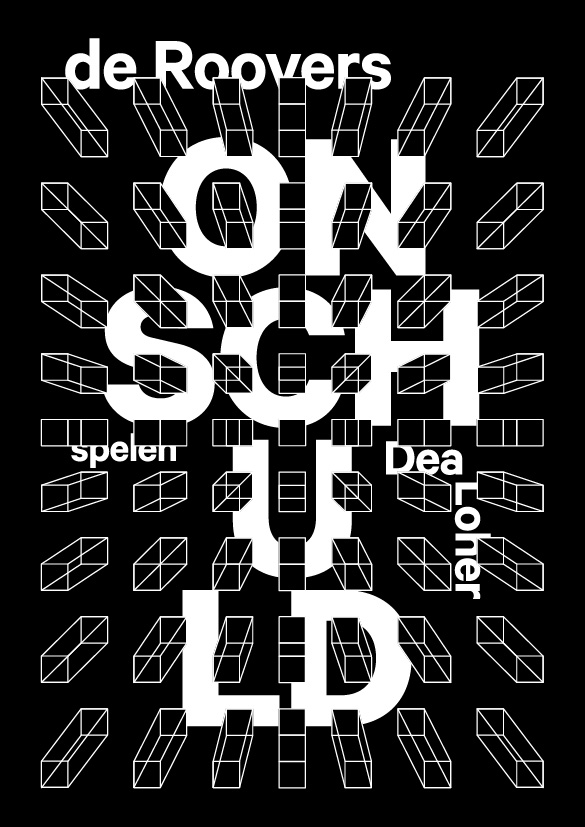
Affiche voor Onschuld (Dea Loher) door theatergezelschap De Roovers, 2017

In 2002 richtte hij het designbureau KIET op.
Tom Hautekiet was lid van de theatergroep De Kakkewieten. Daarnaast had hij ook belangstelling voor muziek. In 1999 was hij medeoprichter van het mambo-orkest El Tattoo del Tigre.
Hij was de broer van muzikant Geert Hautekiet. Tom Hautekiet overleed eind april 2020 onverwachts in zijn slaap.

## Werk
Hautekiet ontwierp voor het kinderboek Steek je vinger in de lucht van Jan De Smet en Arne Van Dongen alle illustraties. Het boek is een verzameling van kleuterliedjes.
Voor de illustraties van een ander kinderboek, Het ongelooflijke verhaal van Marie, ontving hij in 2008 de Plantin-Moretusprijs in de categorie kinder-en jeugdboeken.
Voor de populaire televisieshow Mag ik u kussen? (2012) maakte Tom Hautekiet de illustratieve tussentitels.
Voor het MAS (Museum aan de Stroom) in Antwerpen ontwierp Hautekiet, in samenwerking met schrijver Tom Lanoye, de medaillons die de binnenkant van het gebouw sieren.
In 2010 bracht De Post artistieke postzegels uit, ontworpen door Tom Hautekiet. Hiermee werkte hij samen met bekende modeontwerpers zoals Dirk Bikkembergs, Ann Demeulemeester en anderen.